# Ekhbi
Ekhbi (en rus: Эхбы) és un poble (possiólok) de l'óblast de Magadan, a Rússia, que el 2015 no tenia cap habitant. El seu nom ve del del curs d'aigua homònim, que alhora deriva de la frase russa Эх, найти бы хорошую россыпь! (‘Oh, tant de bo trobem un bon placer!’), pronunciada una vegada i una altra per un miner que prospectava la zona a la cerca d'or.